# لوکاس هینترسیر
لوکاس هینترسیر (آلمانی: Lukas Hinterseer؛ زادهٔ ۲۸ مارس ۱۹۹۱) بازیکن فوتبال اهل اتریش است. 

## باشگاهی
از باشگاه‌هایی که در آن بازی کرده‌است می‌توان به باشگاه فوتبال اینگولشتات ۰۴ اشاره کرد.

## تیم ملی
وی همچنین در تیم‌های ملی فوتبال اتریش بازی کرده است.